# (214819) Gianotti
(214819) Gianotti ist ein Asteroid des äußeren Hauptgürtels, der von dem italienischen Amateurastronomen Vincenzo Silvano Casulli am 10. November 2006 am Observatorium im Ortsteil Vallemare (IAU-Code A55) der Gemeinde Borbona in der Provinz Rieti entdeckt wurde. Sichtungen des Asteroiden hatte es vorher schon am 23. September und 1. Oktober 2000 unter der vorläufigen Bezeichnung 2000 SS34 an der Lincoln Laboratory Experimental Test Site (ETS) in Socorro, New Mexico im Rahmen des Projektes Lincoln Near Earth Asteroid Research (LINEAR) gegeben.
(214819) Gianotti wurde am 22. Juli 2013 nach der italienischen Teilchenphysikerin Fabiola Gianotti benannt, die Sprecherin der ATLAS-Kollaboration am Large Hadron Collider (LHC) des CERN war und 2012 die Entdeckung eines mit dem Higgs-Boson kompatiblen Teilchens bekanntgab.